# E-therapeut
Een e-therapeut is een hulpverlener die gebruikmaakt van behandelingen die hij aanbiedt via het internet, zogenaamde e-therapie. De therapie bestaat vaak uit contact via e-mail of chat. In het merendeel van gevallen vragen mensen om hulp bij een e-therapeut voor psychologische problemen, in mindere mate voor lichamelijke problemen of problemen die niet met de gezondheid te maken hebben (juridische problemen).

## Kwaliteitsbewaking in Nederland
Op dit moment wordt gewerkt aan een kwaliteitskeurmerk voor e-therapeuten. Omdat kwaliteitscontrole op internet ingewikkeld is, wordt in sommige gevallen e-therapie aangeboden door niet professioneel geschoolde 'therapeuten'. Een kwaliteitskeurmerk kan dit voorkomen. Aangeraden wordt om in ieder geval na te gaan of de therapeut in kwestie op zijn minst BIG-geregistreerd is.